# 탄성체

(A) is an unstressed polymer; (B) is the same polymer under stress. When the stress is removed, it will return to the A configuration. (The dots represent cross-links)

탄성체(彈性體, 영어: elastomer)는 유리 전이 온도와 액화 온도 사이의 온도 범위에 존재하는 고분자를 말한다. 실제로 탄성체 성질은 고분자 사슬이 약하게 가교 결합되었을 때 더 분명해진다. 액화 온도는 가교 결합에 의해 상승하므로 이 경우 고분자는 더 넓은 온도 범위에서 탄성체 성질을 나타낸다. 탄성체 성질은 재료를 잡아 늘렸을 때 사슬이 엉키지 않도록 골격 결합이 쉽게 뒤틀림 운동을 할 수 있게 될 때 나타난다. 사슬들 간 가교 결합은 고분자가 서로 미끄러지는 것을 방지하므로 장력이 가해졌을 때 사슬이 영구히 늘어나는 것을 막는다. 탄성체에 대한 장력이 가해졌을 때 사슬이 영구히 늘어나는 것을 막는다. 탄성체에 대한 장력이 없어지면, 왜 사슬들은 원래의 아주 엉켜진 상태로 복귀하는가? 답은 잘 엉켜진 고분자 시스템은 길게 뻗으며 방향성을 갖는 사슬보다 큰 엔트로피인 무질서도를 가지지기 때문이다. 따라서 탄성 행동은 자발적으로 최대의 엔트로피를 가정하는 경향의 직접적인 결과이다.

## 같이 보기
- 고무 탄성